# Малая Тавра
Ма́лая Тавра́ (мар. Изи Тавра) — село в Свердловской области, входит в Артинский городской округ. Является частью Малотавринского сельского совета. Главой села является Андреев Альберт Иванович.
Расположено на крайнем юго-западе области, на реке Таврушка вблизи границы с Башкортостаном.

## История
Село Малая Тавра было основано под названием «Акадра» в 1760 году. Село было основано жителями Тавры. В память о родной деревне жители назвали новое поселение Малой Таврой.
Во время Великой Отечественной войны на фронт из Малой Тавры ушли 196 человек, 83 из которых не вернулись назад.

## Население
| 2002 | 2010 | 2021 |
| ---- | ---- | ---- |
| 799  | ↘627 | ↘558 |

## Известные уроженцы
Капитонов Семён Капитонович (1912—1974) —  марийский советский хозяйственный деятель. Кавалер ордена Ленина. Участник Великой Отечественной войны.

## Инфраструктура
На территории села расположена открытая 29 октября 1989 года двухэтажная школа.